# Cédrus (heraldika)
A cédrus jellegzetes alakú, fenyőfához hasonló lombú fa a heraldikában. Előfordul Libanon címerében, mely évszázadokon keresztül volt az ország jelképe. A fát az ókortól kezdve használták hajóépítésre és a természetből csaknem kiirtották. Cédrusfa van a Sárossy és a Schmidegg család címerében.
„Az Cedrusnak hasznalattya, hogy tyze előt az merges kegyo el ffwt” [Érdy Codex. 9526-1527. (kiadása: Nyelvemléktár IV. V.) 476.]
„A Libanus hegyén termeo czeder-fa” [Szegedi János: Aquila. Saskeselyő. Nagyszombat, 1736. 16.]
„Wrnak zaua cedrus faaknak meg tereye” [Kulcsár codex. 1539. (Nyelvemléktár VIII.) 62.]